# Afrotrap
Afrotrap ist ein Subgenre der Musikrichtung Hip-Hop. Der Begriff Afrotrap leitet sich aus westafrikanischen Afrobeats und US-amerikanischem Trap her. Es entsteht ein tanzbarer Rhythmus, zu dem mit Autotune bearbeitete Rap-Verse gesungen werden.

## Herkunft
Als Erfinder dieses Subgenres wird meist der französische Rapper MHD genannt. Bekannt wurde er im Herbst 2015 durch ein YouTube-Video, welches er mit der Innenkamera eines Handys filmte. In dem Video rappte er einen Freestyle auf einem Beat des nigerianischen Rap-Duos P-Square. Das Video des bis dahin erfolglosen MHD erhielt viele Klicks auf YouTube. Davon motiviert veröffentlichte MHD mehrere Fortsetzungen. Afro-Trap wurde international bekannt, das Gerne wurde unter anderem von Künstlern in Deutschland und dem Vereinigten Königreich aufgegriffen.

## Afro Trap in Deutschland
Ein Beispiel für deutsche Afro-Trap-Künstler sind Bonez MC und RAF Camora, deren Album Palmen aus Plastik im Jahr 2016 Platz 12 der deutschen Jahrescharts erreichte. Laut Falk Schacht etablierte dieses Album Afrotrap auch in Deutschland. Das Nachfolgealbum Palmen aus Plastik 2 konnte innerhalb der ersten Chartwoche mehr als 50 Millionen Albumstreams erzielen. Auch andere Künstler wie Miami Yacine waren in Deutschland mit Afrotrap erfolgreich.